# Louis Grisius
Louis Grisius (* 14. November 1936 in Esch-sur-Alzette; † 13. Februar 2011 in Luxemburg (Stadt)) war ein luxemburgischer Radrennfahrer und nationaler Meister im Radsport.

## Sportliche Laufbahn
Grisius war Teilnehmer der Olympischen Sommerspiele 1960 in Rom. Beim Sieg von Wiktor Kapitonow im olympischen Straßenrennen schied er aus. Die Mannschaft Luxemburgs belegte den 22. Platz im Mannschaftszeitfahren. 1958 und 1959 gewann er die nationale Meisterschaft im Straßenrennen der Amateure. Den Titel konnte er erneut in den Jahren 1963 und 1964 gewinnen. 
1964 gewann er bei den nationalen Meisterschaften im Bahnradsport den Titel in der Einerverfolgung. 1958 war er am Start der Internationalen Friedensfahrt, konnte das Etappenrennen aber nicht beenden.